# Технологический университет (Королёв)
ФГБОУ ВО «Технологический университет имени дважды Героя Советского Союза, летчика-космонавта А. А. Леонова» — российское высшее учебное заведение, расположенное в Королёве. Основан в 1998 году.

## История
13 июля 1998 года была учреждена Королёвская академия управления, экономики и социологии. Через год она была переименована в Королёвский институт управления, экономики и социологии. В 2001 году институт был передан в муниципальную собственность, а в 2005 году перешёл в собственность Московской области, став государственным. В апреле 2012 года учреждение было переименовано в «Финансово-технологическую академию».
В июле 2012 года к академии был присоединён Королёвский государственный техникум технологии и дизайна одежды и Королёвский колледж космического машиностроения и технологии.
В 2012 году вуз стал лауреатом конкурса «100 лучших вузов и НИИ России» в номинации «Лучший социально-ориентированный вуз».
20 января 2015 года академия получила статус университета.
3 апреля 2015 года между университетом, Администрацией города Королёв и ведущими предприятиями ракетно-космической отрасли РФ Московской области, подписано соглашение о создании консорциума "Региональный научно-образовательный кластер «Северо-восток» с целью обеспечения потребностей наукоёмких высокотехнологичных предприятий квалифицированными кадрами.
В ноябре 2015 года университет получил диплом Посольства России в рамках международной выставки «Образование и профессия» в Ташкенте за большой вклад в продвижение российского образования.
22 ноября 2019 года постановлением Губернатора Московской области № 564-ПГ Технологическому университету присвоено имя дважды Героя Советского Союза, лётчика-космонавта А. А. Леонова.
Технологический университет входит в ряд рейтингов, по данным рейтингового агентства RAEX:
- ТОП-100 лучших вузов России (2018, 2019, 2020)[6][7]
- ТОП-20 лучших вузов России в сфере IT-технологий (2019, 2020)[8]
- Московский международный рейтинг вузов «Три миссии университета» (2020)[9]

Университет также зарегистрирован в международной системе признания вузов «Anabin» с присвоением статуса «Н+».

## Структура университета
Высшее образование
- Институт ракетно-космической техники и технологии машиностроения
- Институт инфокоммуникационных систем и технологий
- Институт проектного менеджмента и инженерного бизнеса
- Институт международного и дистанционного образования
- Аспирантура
- Инжиниринговый центр «Высокотемпературные композиционные материалы»

Среднее профессиональное образование
- Королёвский колледж космического машиностроения и технологии
- Королёвский государственный техникум технологии и дизайна

Дополнительное образование
- Институт дополнительного образования
- Детский технопарк «Кванториум»[10][11]
- Дом научной коллаборации им. А. М. Исаева (ДНК)

Кампус университета включает 6 учебных корпусов и 2 общежития.

## Учебная деятельность
В университете обучается более 6 тысяч студентов и слушателей и реализуется свыше 100 образовательных программ. В учреждении работают 25 кафедр высшего образования, 14 из которых созданы на базе ведущих промышленных предприятий Королёва и других подмосковных городов.
Приоритетным направлением работы вуза является подготовка высококвалифицированных кадров для нужд предприятий ракетно-космической отрасли. Отличительными чертами учебного процесса в университете являются созданная система непрерывного образования от школы до производства и практико-ориентированное обучение студентов.
В 2019 году для получения цифрового образования по приоритетным группам IT-компетенций в Колледже космического машиностроения и технологий были открыты и введены в учебный процесс новые IT-мастерские-лаборатории, оснащённые самым современным оборудованием.
Около 80 процентов преподавательского состава вуза имеют учёные степени и звания.

## Научная деятельность
Совместно с АО «Композит» в университете создан Инжиниринговый центр «Высокотемпературные композиционные материалы».
Университет издаёт 3 научных журнала, 2 из которых входят в перечень ВАК.

## Ректоры
- Троицкий, Юрий Иванович (1998—2002)
- Старцева, Татьяна Евгеньевна (2002—2020)
- Щиканов, Алексей Юрьевич (2020—2023)
- Фролова, Наталья Владимировна (2023—2025)
- Ребрий, Александр Валерьевич (2025—)